# Europaminister
Europaminister eller EU-minister är den minister som ansvarar för relationerna till Europeiska unionen, dess institutioner och medlemsländer. Europaminister finns och har funnits i vissa kandidatländer och ansvarar då framför allt för medlemsförhandlingarna. Ministerportföljen finns även i några EU-länder, men är då vanligtvis en vice minister, statssekreterare eller motsvarande som sorterar under utrikesministern. I till exempel Storbritannien och Irland innehas posten av en Minister of State som inte ingår i kabinettet (regeringen). I Frankrike ansvarar utrikes- och europaministern, Ministre des Affaires étrangères et européennes, för EU-frågorna och bistås i detta av en statssekreterare med särskilt ansvar för Europapolitiken. Finlands Europaminister är placerad vid statsrådets kansli i regeringen Rinne.
I Sverige finns en särskild EU-minister som är placerad vid Statsrådsberedningen.